# Téléphérique de Grenoble Bastille
Ne doit pas être confondu avec Métrocâble (Grenoble).
Le téléphérique de Grenoble Bastille, également appelé bulles de Grenoble en raison de la forme de ses cabines sphériques, est un moyen de transport touristique qui relie le centre-ville (secteur du Jardin de ville) de Grenoble à la colline de la Bastille sur un dénivelé de 266 mètres.
Inauguré le 29 septembre 1934, il compte parmi les premiers téléphériques construits dans une grande agglomération.

## Historique
En 1934, le transport par câble n'est plus une innovation. Le téléférique de l'Aiguille du Midi existe déjà depuis dix ans, celui du Salève depuis deux ans et bien d'autres encore en Europe. À Grenoble aussi, depuis 1875, un transport par câble s'effectue entre le mont Jalla et le quartier de la porte de France, exclusivement réservé à l'exploitation de la roche calcaire utilisée dans l'industrie du ciment.
À Grenoble, la volonté d'ouverture et d'expansion de la ville se concrétise par son maire, Paul Mistral, qui organise en 1925 l'exposition internationale de la houille blanche, puis acquiert des terrains pour le futur aéroport de la ville et réfléchit dès 1930 avec le vice-président de la chambre d'industrie touristique, Paul Michoud, à la possibilité de doter sa ville d'un téléphérique à vocation touristique. Le site du fort de la Bastille dominant l'agglomération de 260 mètres est retenu pour devenir un lieu touristique. Fortifié un siècle auparavant par le général Haxo, le site offre non seulement la possibilité de visiter un ancien fort mais, grâce à un promontoire naturel, de profiter d'un panorama à 300°.
Ce projet prend forme le 21 juin 1930 lors d'une réunion du conseil municipal au cours de laquelle Paul Mistral expose les détails de l'opération. Mais celui-ci n'a pas le temps de voir se réaliser son projet, car il meurt le 17 août 1932. C'est son successeur, Léon Martin, qui inaugure cet équipement le 29 septembre 1934. Ce jour-là, vers 15 h 45, une sonnerie brève retentit et les cabines emportent leurs premiers passagers, parmi lesquelles les sénateurs Joseph Vallier et Léon Perrier, le député Joannès Ravanat et les conseillers généraux Perrot et Didier. Deux ans plus tard, le téléphérique est emprunté par le président de la République Albert Lebrun, le 20 août 1936.
La fréquentation reflète immédiatement le succès de l'installation. La première année de service avec ses trois mois d'utilisation enregistre 50 917 passagers. L'année suivante, en 1935, voit passer 189 568 passagers dans le téléphérique et la barre des 200 000 est largement franchie les années suivantes. Durant la seconde guerre mondiale, l'exploitation ne s'arrête pas mais diminue à 89 682 en 1940, puis remonte et dépasse à nouveau la barre des 200 000 en 1943. L'année 1944 dans son contexte historique difficile de Libération de la ville voit chuter la fréquentation à 99 747. Les années suivantes verront une fréquentation de plus en plus importante pour atteindre un pic de 397 270 passagers en 1949.

## Gares
C'est l'architecte Jean Benoit qui signe les plans des deux gares. La réalisation des travaux est confiée au consortium franco-allemand Bleichert, Neyret-Beylier, Para et Milliat. L'emplacement de la gare supérieure ne pose pas de problème, elle doit être à proximité de la caserne du donjon qui se transforme alors en restaurant. En bas, le choix de l'emplacement de la gare inférieure va se faire entre le jardin des Dauphins près de l'esplanade et les abords du jardin de ville. Ce sera finalement près du jardin de ville que va s'élever la gare inférieure, sur les bords de l'Isère. Rappelant l'architecture de la Tour de l'Isle située à 300 mètres en amont, la gare de départ avec son toit à quatre pans est reliée par l'arche d'un pont couvert à l'autre côté du quai Stéphane Jay.

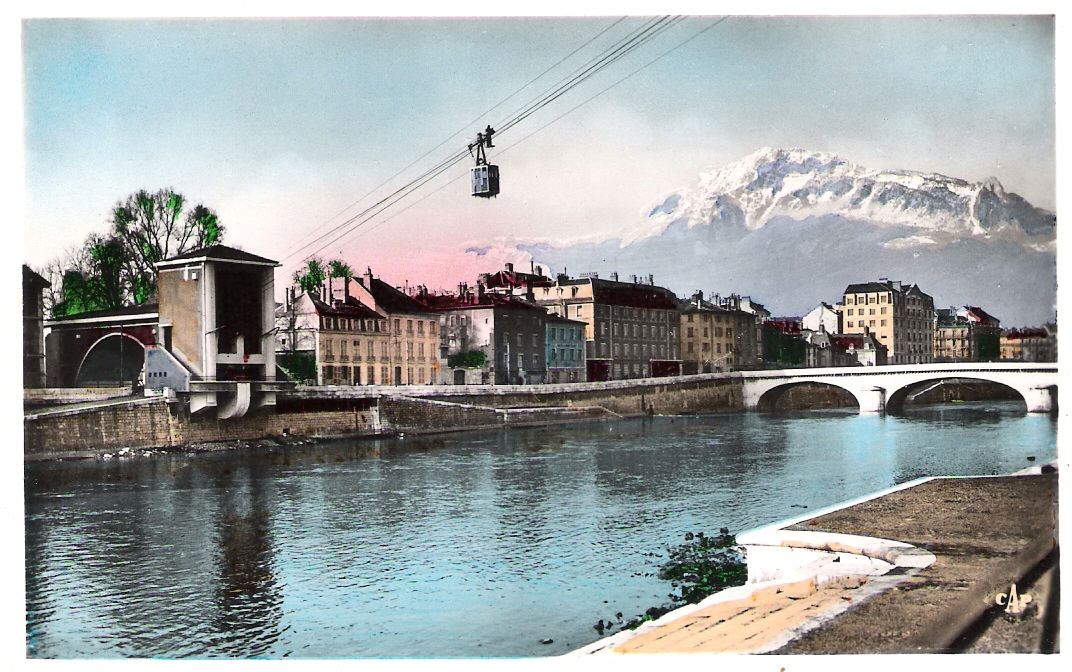
Gare inférieure en 1934.

En 1959, un agrandissement de forme circulaire est ajouté à la gare inférieure, il sert de salle d'attente d'une capacité d'une centaine de personnes.

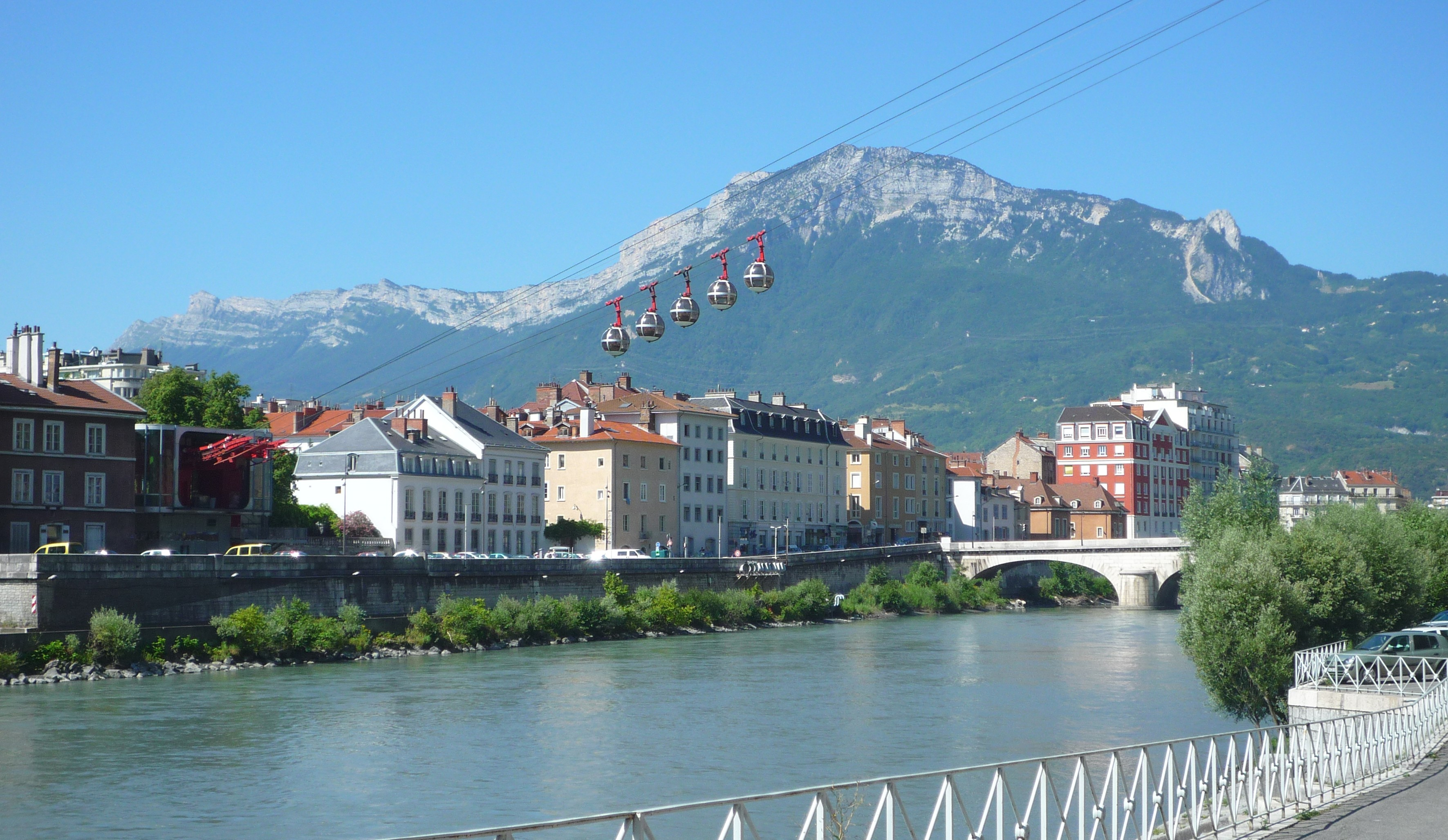
Gare inférieure en 2009.

En 1975, la municipalité de Grenoble décide de la démolition et de la reconstruction d'une nouvelle gare inférieure. Mise aux normes devenue indispensable, matériel vieillissant et baisse de la fréquentation finissent par convaincre la municipalité de l'utilité de ces travaux. Le dernier voyage avec les cabines jaunes se déroule le 15 février 1976. Les câbles porteurs datant de 1967 sont cependant conservés, ainsi que l'unique pylône intermédiaire. C'est l'atelier d'architecte grenoblois Groupe 6 qui est désigné pour la nouvelle construction. Les travaux de câblage, de cabine sont confiés à l'entreprise Poma, et sont effectués en moins d'une année. Inaugurée en septembre 1976, une nouvelle gare aux parois vitrées à l'image des nouvelles cabines, vient désormais s'appuyer de l'autre côté du quai Stéphane Jay, en bordure de la rue Hector-Berlioz. Un pilier central contenant les moteurs est surmonté par une structure métallique et vitrée de forme cubique.
De son côté, la gare supérieure n'est pas modifiée dans son architecture mais doit être aménagée pour recevoir les nouveaux mécanismes du système de rotation en continu, ainsi que les deux énormes contrepoids de 46 tonnes chacun des câbles porteurs, et enfin le contrepoids de 24 tonnes du câble tracteur. À l'arrière de la gare inférieure, une plaque est apposée indiquant les altitudes 208 et 472 mètres des sols des gares, ainsi qu'une longueur de 700 mètres de câble.
En septembre 2005, une nouvelle avancée est apportée par la mise en accessibilité totale de l'installation pour les personnes à mobilité réduite, et permet à celles-ci d'utiliser le téléphérique pour pouvoir visiter l'ensemble du fort de la Bastille, doté pour sa part d'un ascenseur.
Chaque année durant les trois premières semaines de janvier, le téléphérique est arrêté pour maintenance technique et application de la mise en œuvre du protocole d'évacuation d'urgence des cabines. De plus, tous les dix ans, l'énorme poulie retour est démontée et remontée afin de changer son axe de rotation.

## L'ère des cabines

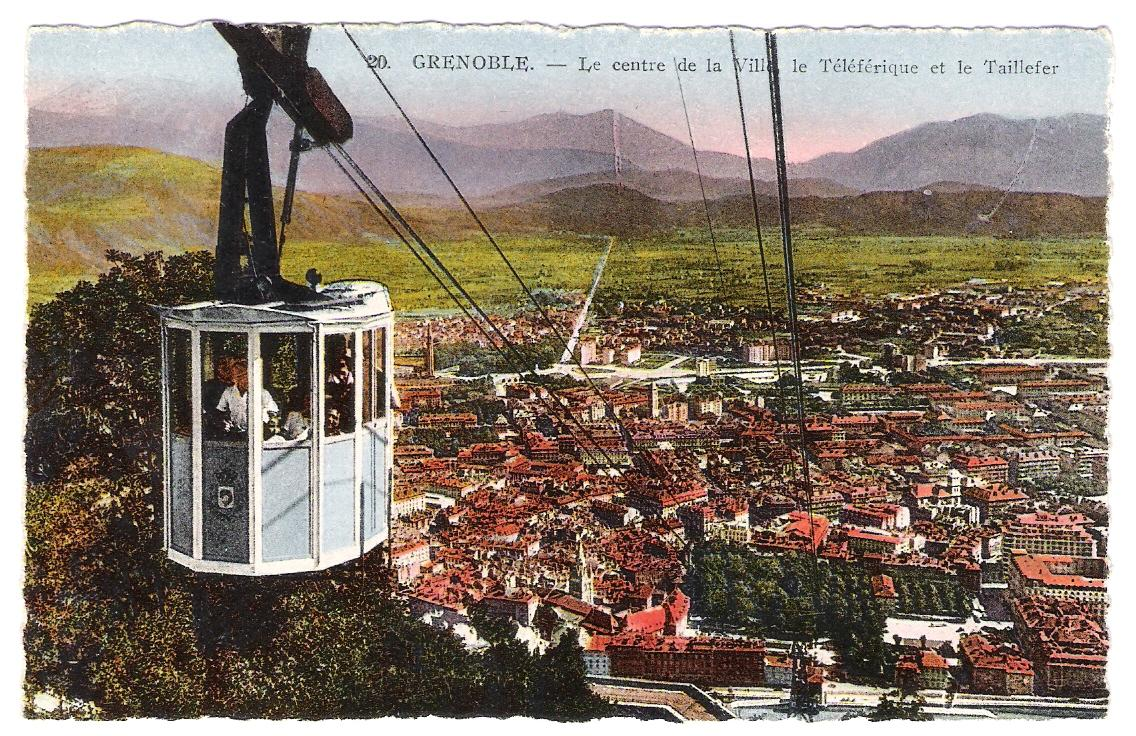
Cabine bleue de 1934 à 1951.

À sa création en 1934, le téléphérique utilise deux cabines bleues de forme dodécagonale (12 côtés). Ce sont les cabines Pavillon de la firme allemande Bleichert, d'une capacité de 15 personnes chacune, cabinier inclus. Elles fonctionnent selon le principe du va-et-vient : l'une monte,l'autre descend, chacune sur son propre câble porteur.
En mars 1951, les deux cabines sont remplacées par des cabines peintes en vert mais qui très vite vont prendre les couleurs jaune et rouge de la ville. Caisses vitrées aux angles arrondis, elles sont fabriquées par la carrosserie Henri Crouzier de Moulins et peuvent recevoir 21 personnes chacune. Elles seront très médiatisées avec les débuts des cartes postales en couleur et durant les Jeux olympiques d'hiver de 1968.

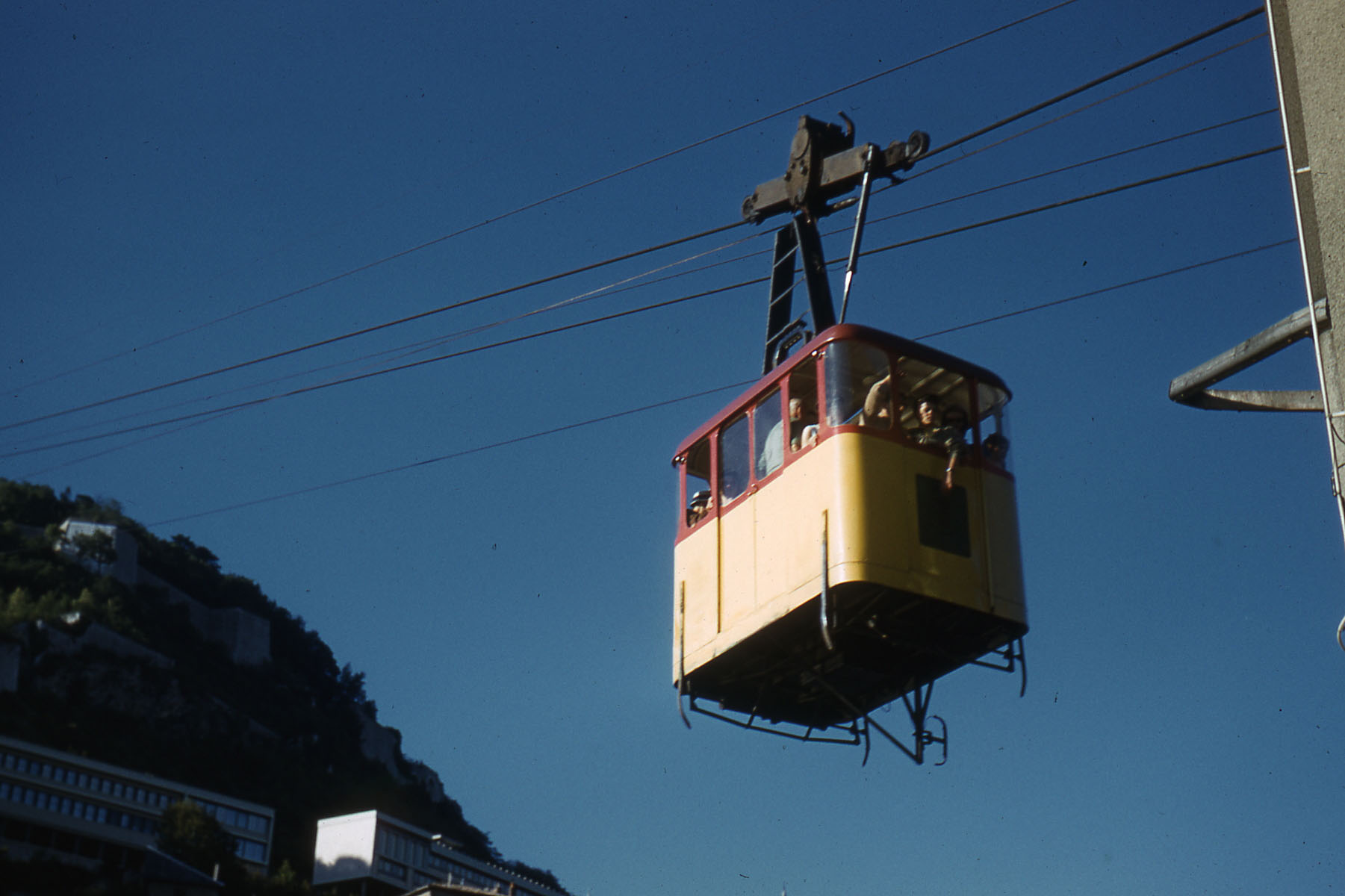
Cabine jaune de 1951 à 1975.

En 1976, le téléphérique à va-et-vient est transformé en téléphérique pulsé par la société iséroise Poma, c'est-à-dire qu'il fonctionne avec un mouvement rotatif unidirectionnel et opère un ralentissement des cabines au passage en station. Le dernier voyage des cabines en forme de caisse se déroule le dimanche 15 février 1976. Après plusieurs mois d'interruption du trafic dus, en particulier, à la construction d'une nouvelle gare inférieure, de nouvelles cabines vitrées en forme de sphères sont installées. Fabriquées par la société Sigma filiale du groupe Poma, elles sont rapidement surnommées les bulles ou les œufs. L'une d'elles est spécialement aménagée pour recevoir des personnes handicapées. Pouvant recevoir au maximum six personnes par bulle, elles sont dans un premier temps au nombre de trois sur quatre trains, puis passeront à deux trains de quatre bulles en période hivernale et cinq bulles en période estivale.
La mise en service du nouveau téléphérique qui intervient fin juillet, voit dès le mois d'août une importante affluence avec 43 000 passagers, favorisée en cela par le déroulement dans la ville de la 16e assemblée générale de l'Union astronomique internationale.

## L'ère des bulles

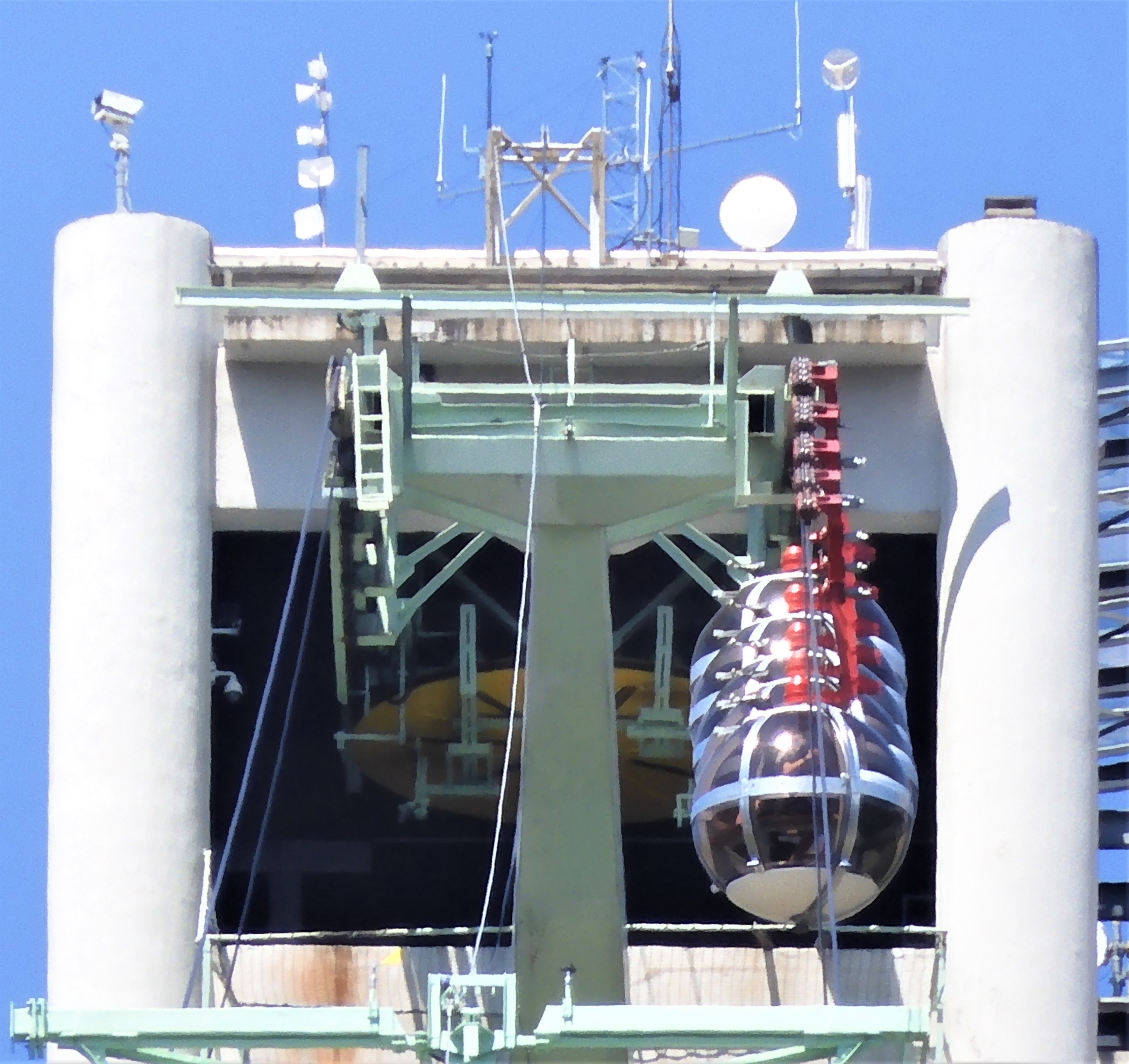
Station supérieure du téléphérique en juillet 2021

Les bulles sont mises en service le 31 juillet 1976. Elles sont l’œuvre de l'ingénieur Denis Creissels et le système du Télépulsé est fabriqué par la société grenobloise Poma. Plusieurs innovations sont lancées, le fonctionnement du téléphérique est totalement revu, avec un principe : « le trajet a un intérêt supérieur » au site d’arrivée en lui-même explique Denis Creissels. Finies donc les cabines carrées, place aux bulles « pour que tout le monde voie, car dans les anciennes cabines de 21 personnes les grands costauds se mettaient autour, et les femmes et les enfants au milieu ne voyaient rien ! » ajoute l’ingénieur.

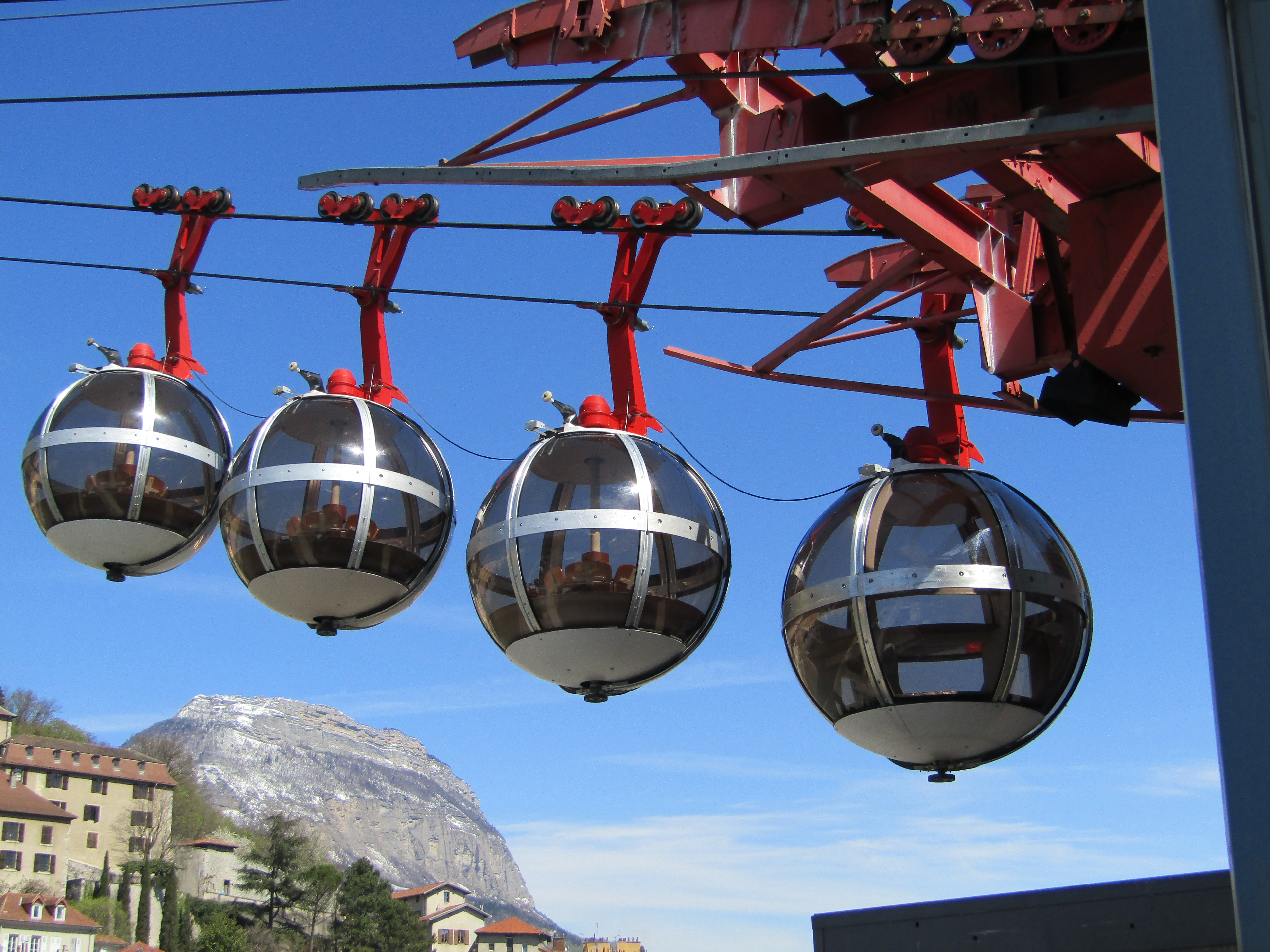
Téléphérique au départ de la station inférieure en avril 2019.

La cérémonie d'inauguration, proposée par le maire Hubert Dubedout au samedi 18 septembre 1976 à 10 h 15 doit se poursuivre l'après-midi par des attractions et une course pédestre sur la Bastille. Elle est également très attendue pour la mise en service d'une bulle d'un type nouveau qui effectue une rotation sur elle-même, permettant aux voyageurs de découvrir l'ensemble du paysage. L'inauguration est faite par Jean-Louis Schwartzbrod président de la régie et le maire Hubert Dubedout.
À l'origine au nombre de trois, les véhicules sont rapidement passés au nombre de cinq en 1979, du fait du succès du téléphérique. Ces cabines sphériques sont rapidement devenues une sorte d'emblème de Grenoble participant à son développement touristique. Âgées de 47 ans, elles sont les véhicules ayant duré le plus longtemps grâce à un gros effort d'entretien.
En mars 2020, l'exploitation du téléphérique est arrêtée en raison de la pandémie de Covid-19 en France et ne reprend que le 14 mai. Au cours du confinement sanitaire lié à l'épidémie, un film amateur historique sur le téléphérique datant de 1951 est mis au jour par un employé de la société des transports de l’agglomération grenobloise.

## Pannes médiatisées

### Première panne lors de l'inauguration
Le 18 septembre 1976, un déraillement soudain se produit vers 16 heures quelques mètres après la sortie de la gare inférieure de l'un des quatre trains de bulles, le câble tracteur sautant des galets du treuil du téléphérique, juste au-dessus de l'Isère. Les premiers passagers pouvant être évacués facilement sont ceux du train de bulles qui a déraillé à la sortie de la gare inférieure, délivrés par la grande échelle des pompiers. Les passagers des trois bulles à peine sortis de la gare supérieure sont à leur tour évacués par la nacelle de secours prévue à cet effet. Mais rapidement, comprenant que la cinquantaine de passagers restant dans les deux autres trains ne pourrait pas être évacuée par la nacelle de secours avant la tombée de la nuit, les sauveteurs demandent l'aide de l'hélicoptère de la sécurité civile. Parallèlement, conscient que le pilote d'hélicoptère court un certain risque à l'approche de la nuit entre rafales de vent et proximité des câbles du téléphérique, il est décidé de démonter le plus rapidement possible les trois bulles source du déraillement en bas, afin de remettre en mouvement le système et ramener aux gares les six coincées. Ces opérations vont avoir un impact médiatique que n'auraient pas imaginé ses initiateurs. Informée par les radios et le journal télévisé de 20 h, une foule immense se masse peu à peu au bord des quais de l'Isère afin d'assister au sauvetage des 36 occupants encore bloqués à environ 100 m de hauteur.
Pendant ce temps, un ballet de l'hélicoptère de la sécurité civile délivre une trentaine d'occupants, dont un enfant de deux ans, des deux trains centraux de bulles et une nacelle délivre une dizaine d'occupants des trois cabines bloquées en amont au-dessus de l'Isère. Cependant, les premiers rescapés n'entreront dans la nacelle que peu avant 19 h du fait des rafales de vent et du manque d'accoutumance au vide des passagers. Mais les opérations doivent s'interrompre en raison de l'obscurité empêchant l'évacuation des six derniers passagers dont une femme enceinte, un enfant et un petit chien. Vers 19 heures, le constructeur du téléphérique arrive sur place, suivi quinze minutes plus tard de l'énorme grue chargée de démonter les trois bulles du bas. L'opération de démontage des trois bulles s'achève et vers 21 h, le téléphérique redescend les six rescapés après cinq heures d'intervention des secours sous les applaudissements de la foule. Par la suite, le caricaturiste Jean Brian immortalisera cette opération de sauvetage sur une affiche au style humoristique.
Cet événement est resté pendant 28 ans la seule panne significative dans l'histoire du téléphérique. Cependant, malgré l'amélioration des normes de sécurité, des inspections annuelles du matériel ou des simulations de sauvetage, un nouvel incident a lieu le 29 juin 2014.

### Deuxième panne en 2014
Le 29 juin 2014 vers [18 h 20, une bourrasque de vent mesurée à 104 km/h par l'anémomètre du téléphérique fait dérailler le câble tracteur montant. Une intervention d'évacuation par hélitreuillage est nécessaire pour secourir trente-sept passagers bloqués. Les opérations de secours, menées par les pompiers du GRIMP durent trois heures. Les secouristes descendent ensuite en rappel des bulles. L'incident ne fait aucune victime et le téléphérique reprend son service dès le lendemain.

Quelques photos du téléphérique de la Bastille lors de l'incident du 29 juin 2014
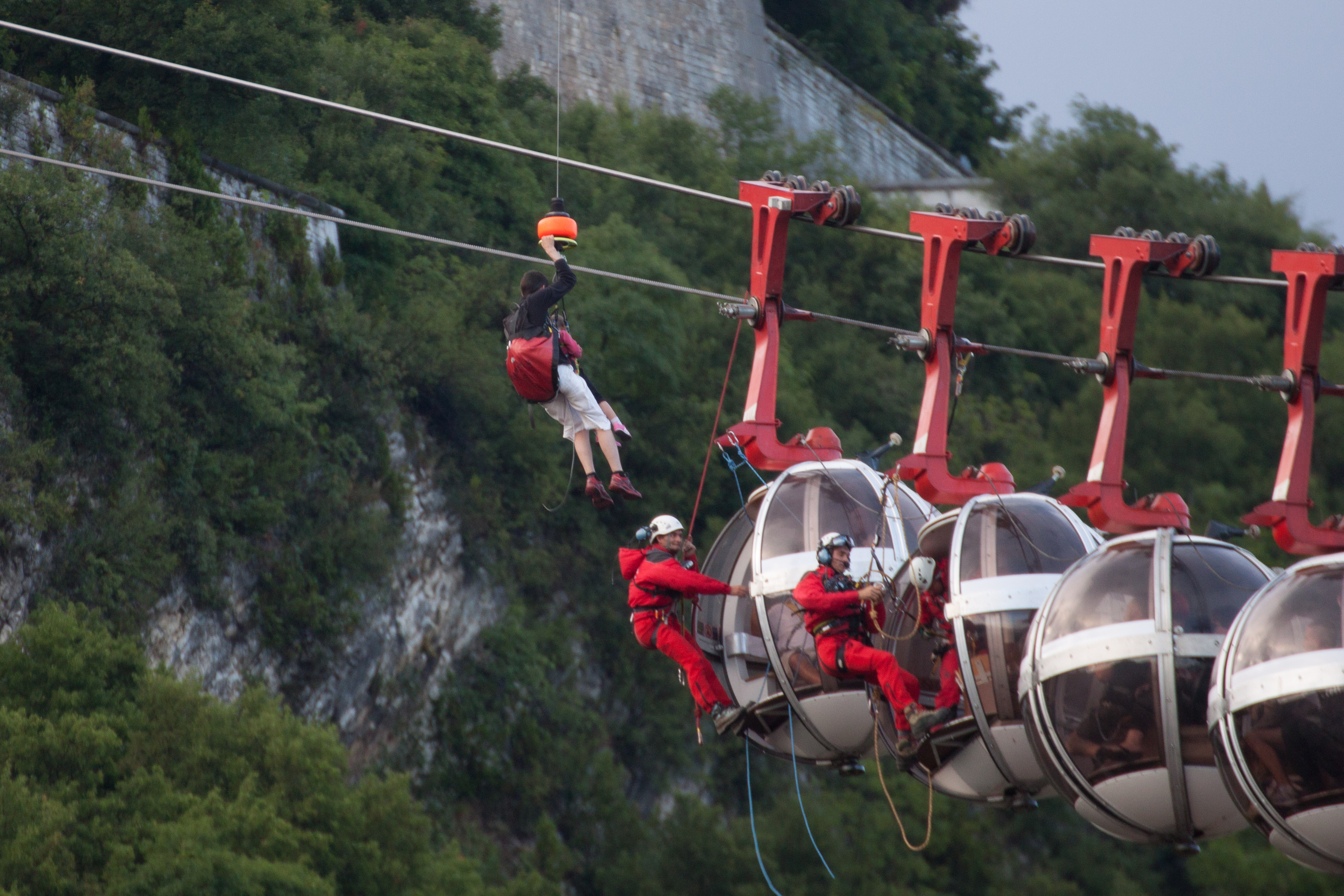
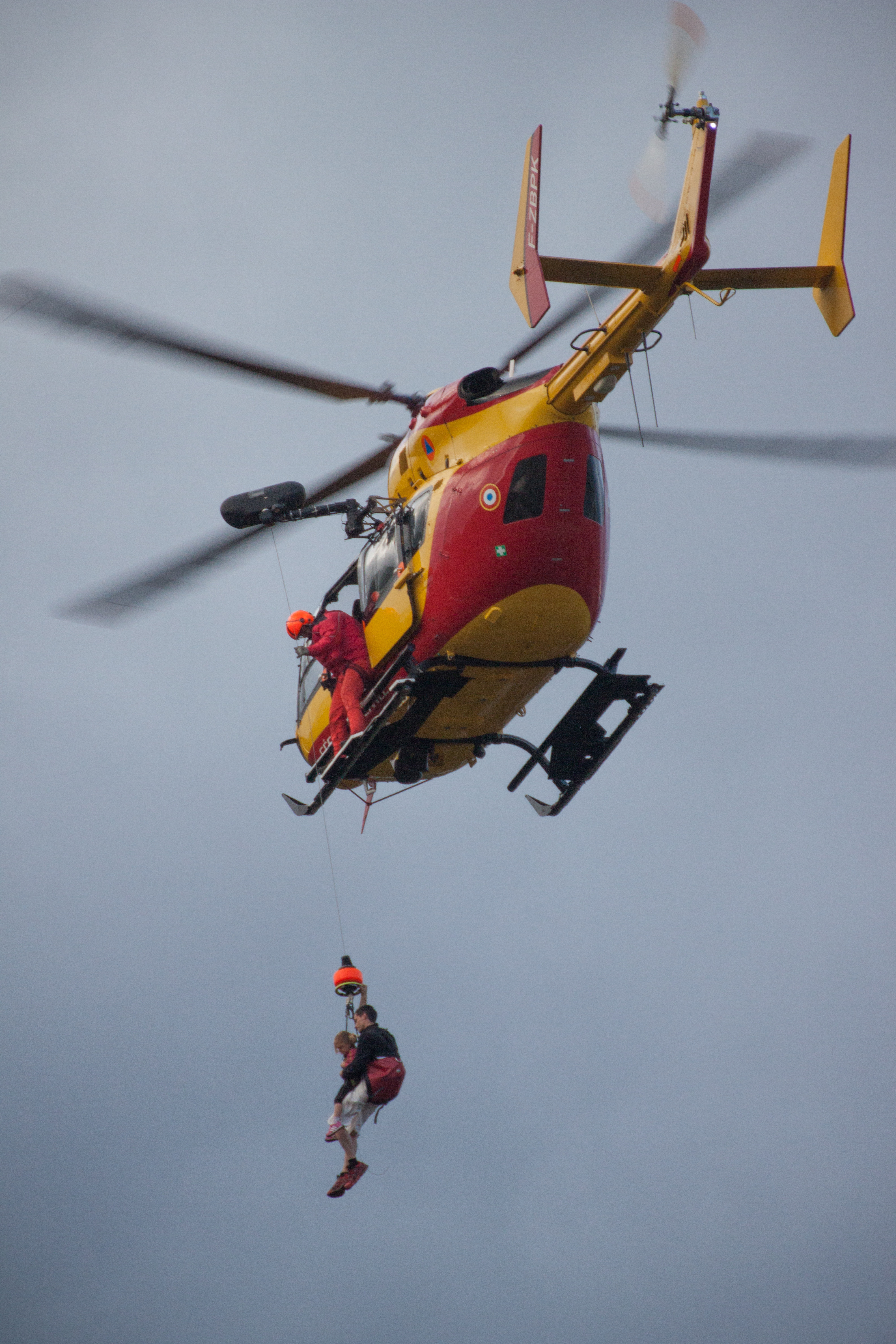
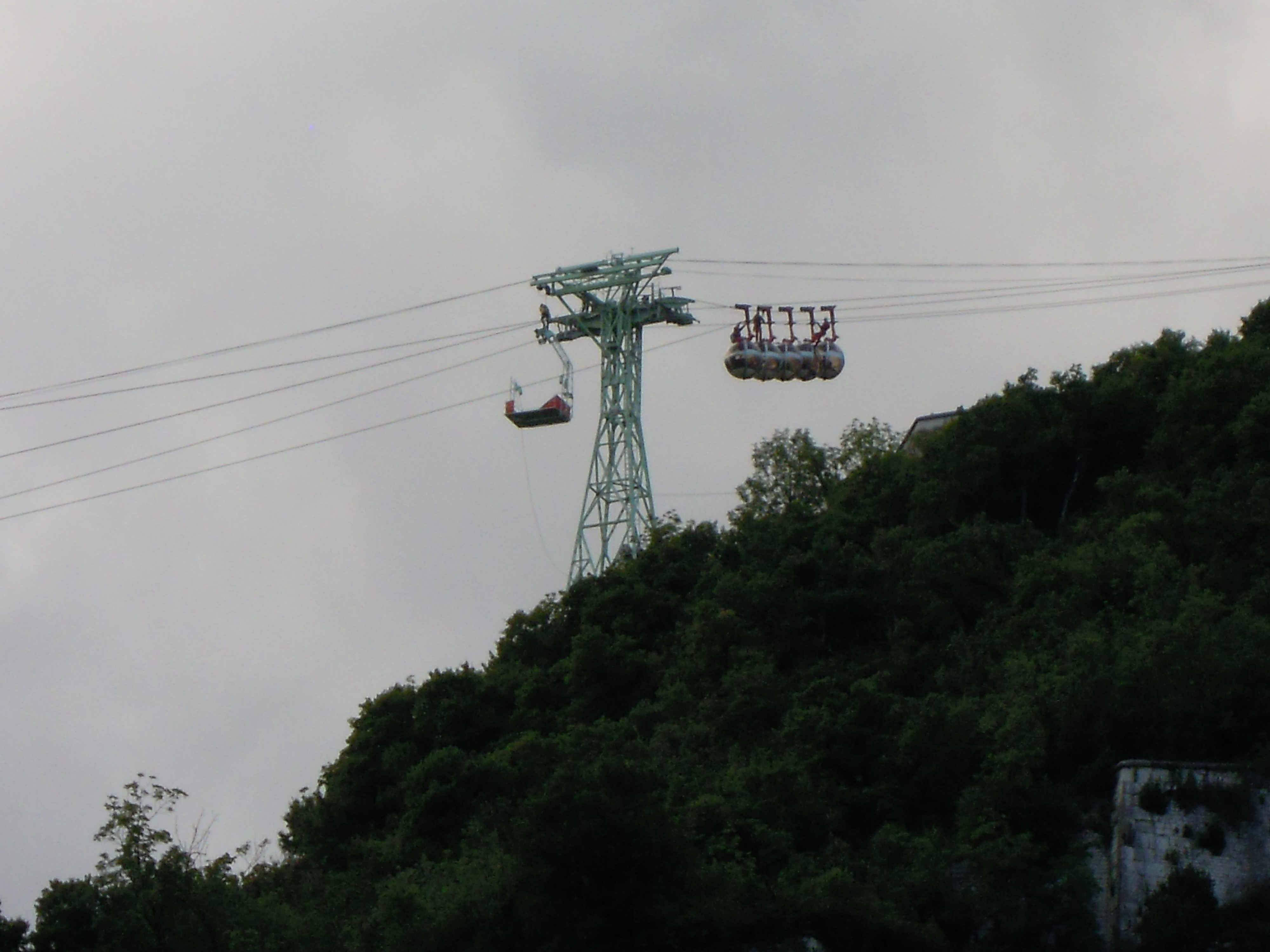
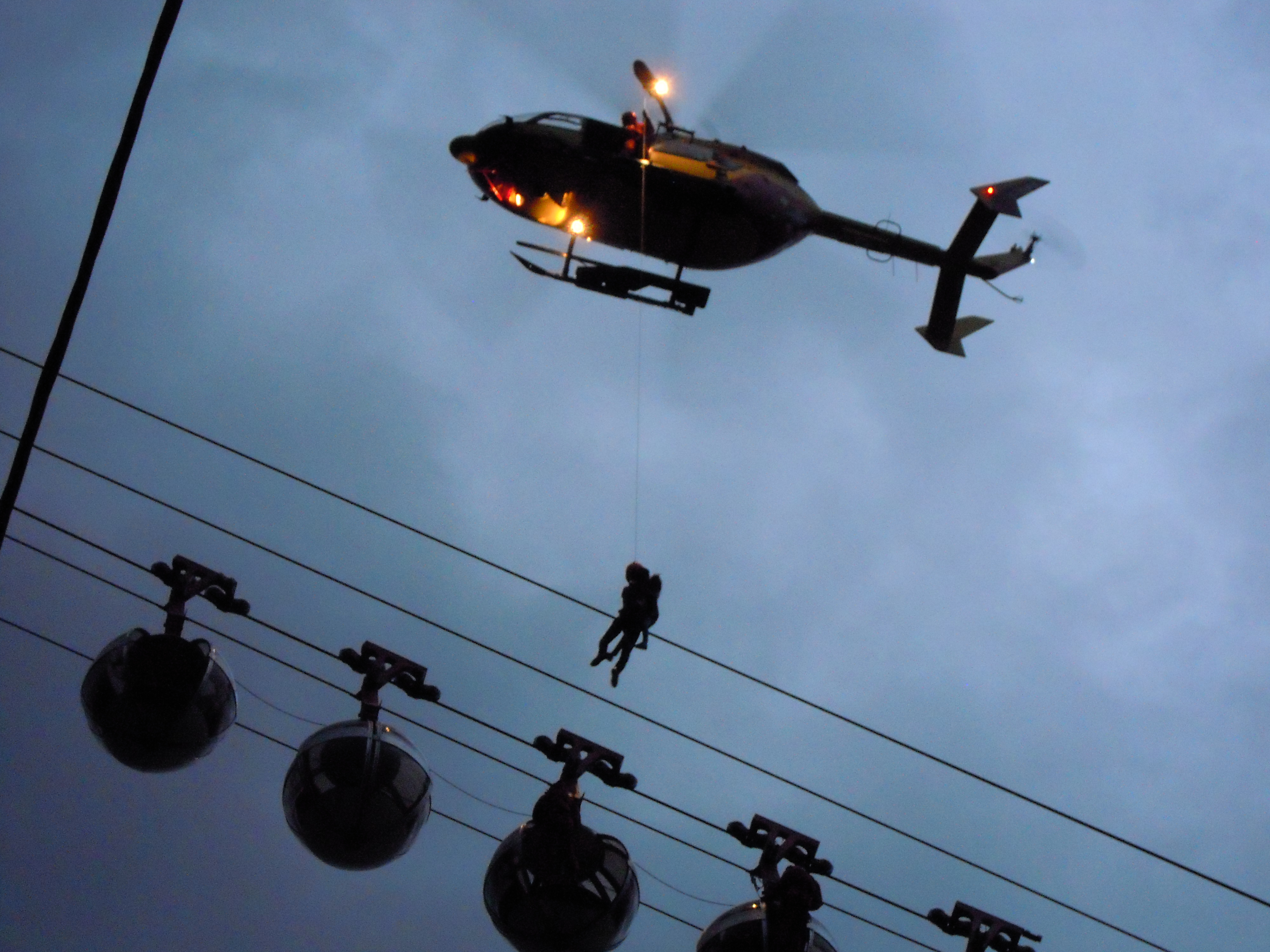
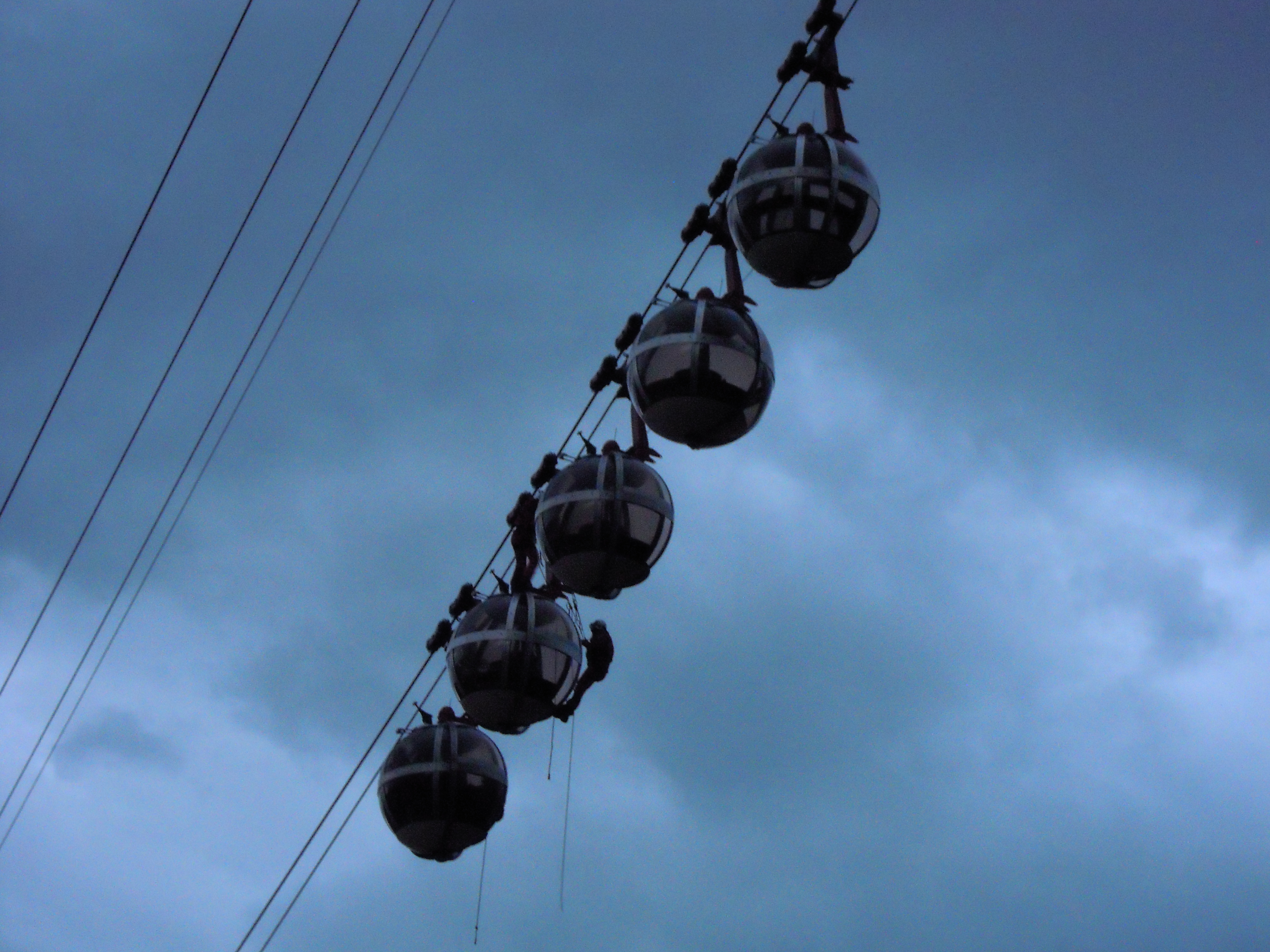
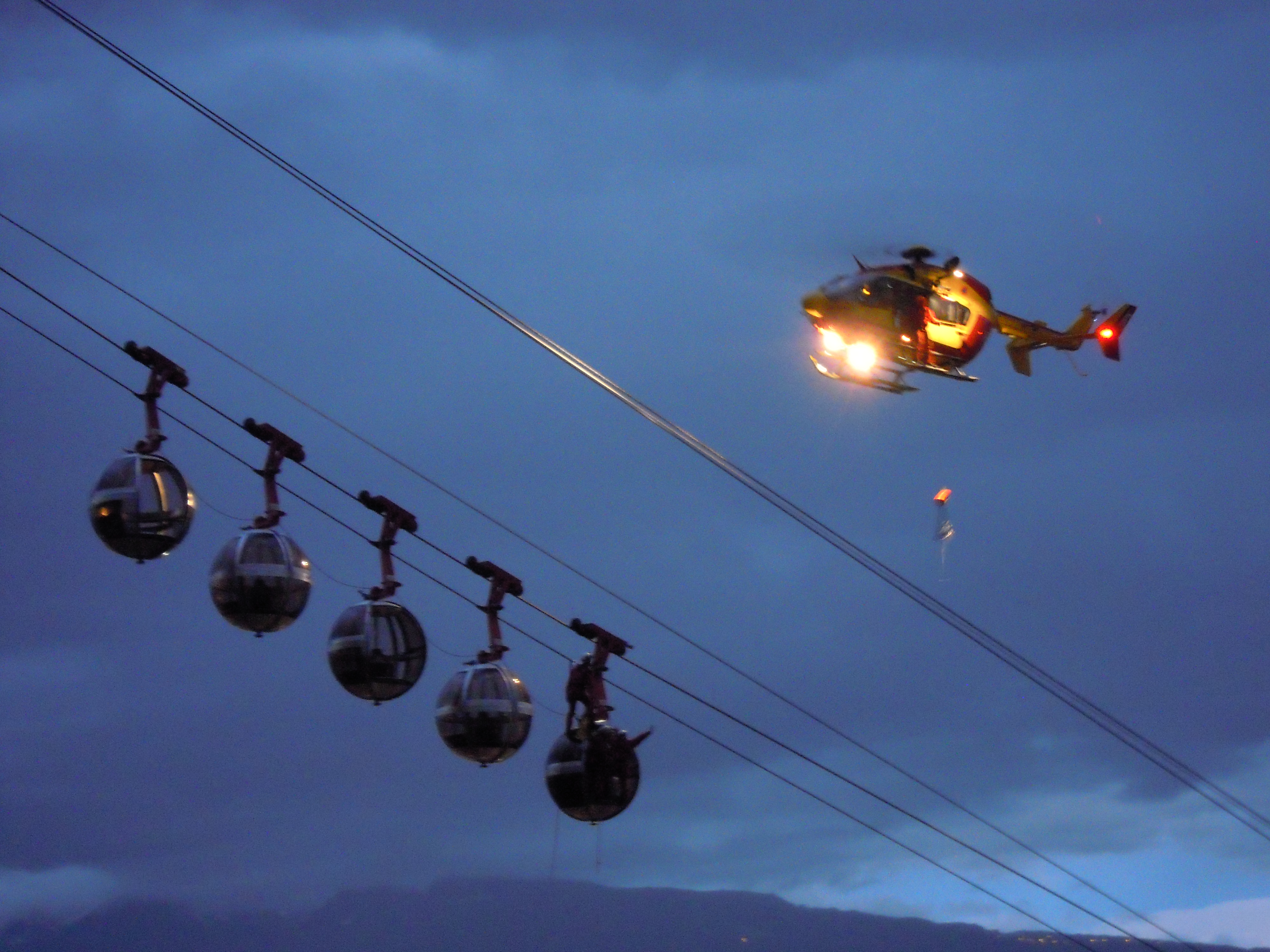

## Médiatisation
La gare inférieure du téléphérique et les bulles servent parfois de support de communication pour la ville comme lors d'expositions exceptionnelles du musée de Grenoble ou lors de festivités comme le quarantième anniversaire des Jeux olympiques d'hiver de 1968 au cours duquel le conservatoire observatoire et laboratoire des Jeux olympiques de Grenoble organisa une exposition au fort et où chaque bulle porta la mascotte shuss afin de raviver l'histoire olympique de la ville.
Cependant, d'autres circonstances peuvent mettre en lumière l'installation comme en septembre 2001, où le funambule Freddy Nock a remonté le câble sur sa totalité en 34 minutes. Le câble avait dû être préalablement dégraissé et sa prestation initiale devait s'arrêter au pylône intermédiaire, mais l'artiste termina finalement le trajet jusqu'à la gare supérieure.
En avril 2015, lors du traditionnel exercice de sauvetage qui faisait appel à une quarantaine de volontaires en lieu et place de pompiers, le site internet de la chaine de télévision BFM TV présenta cet exercice comme un sauvetage réel illustré par une vidéo envoyée par un témoin. Après avoir été avertie par la ville, la chaîne retira cette vidéo de son site en reconnaissant son erreur.
En juillet 2017, la métropole de Grenoble installe sur le toit de la gare supérieure, une webcam offrant toutes les vingt minutes aux internautes une photographie panoramique de 220° sur la ville et comportant plusieurs définitions d'images. Grâce à l'archivage de ces photographies consultables depuis le 13 juillet 2017, les visiteurs de la terrasse des géologues ou du belvédère Vauban peuvent se revoir sur les photos.
En 2020, à l'occasion du départ à Grenoble de la 17e étape du Tour de France, trois cyclistes portant les maillots distinctifs de l'épreuve restent suspendus dans le vide en dessous des bulles pendant le passage de l'épreuve le long du quai,.

## Chiffres techniques

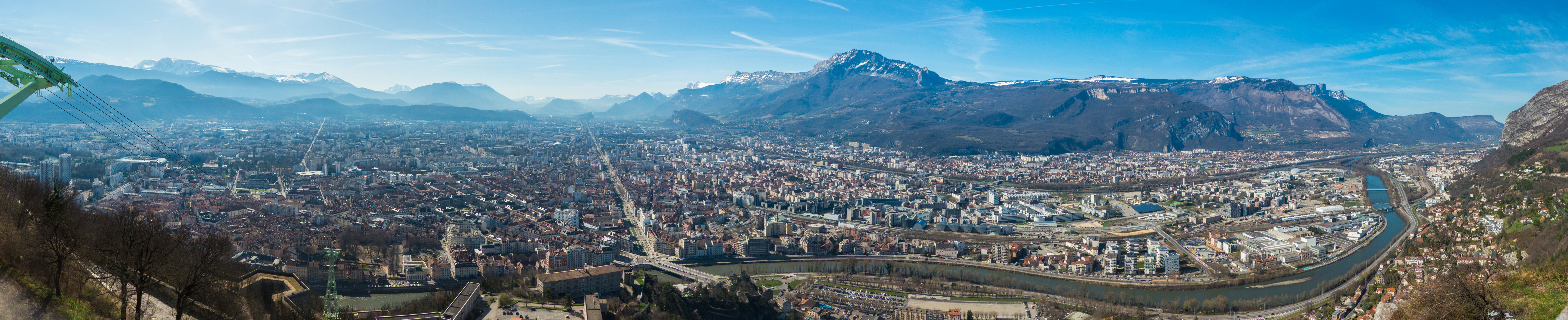
Vue depuis l'arrivée du téléphérique (2017).

- Dénivelée entre les quais d'embarquement : 266 m. (altitudes de 216 à 482 mètres)
- Longueur sur la pente : 700 mètres
- Vitesse : de 0 à 6 m/s
- Vitesse du vent déclenchant une mise en sécurité : 54 km/h[30]
- Temps de parcours : variable, entre 3 et 4 minutes
- 1 pylône de 23,5 m : situé aux deux tiers du trajet depuis le bas
- Puissance moteur : 254 ch (187 kW)
- 4 000 heures d'ouverture annuelle (moyenne française des téléphériques : 1 200 heures). Son amplitude horaire s'étend de 9 h 15 à 0 h 15 en période estivale[31]

## Fréquentation

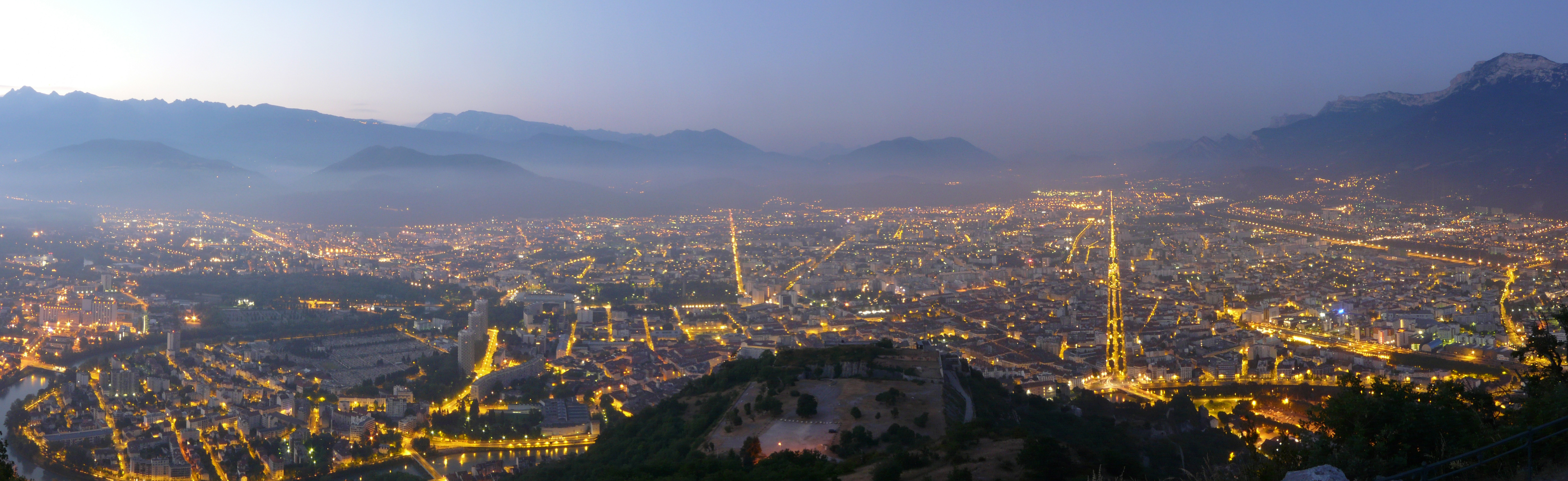
Vue depuis le mont Jalla avec le glacis du fort au premier plan.

La fréquentation moyenne des bulles se situe à un peu plus de 300 000 utilisateurs chaque année :
- 288 649 utilisateurs en 2009
- 287 819 utilisateurs en 2010
- 326 863 utilisateurs en 2011
- 308 180 utilisateurs en 2012[33]
- 291 403 utilisateurs en 2013
- 306 151 utilisateurs en 2014[34]
- 315 074 utilisateurs en 2015
- 318 709 utilisateurs en 2017[35]
- 320 000 utilisateurs en 2019[36]
- 348 232 utilisateurs en 2022[37]

## Accès

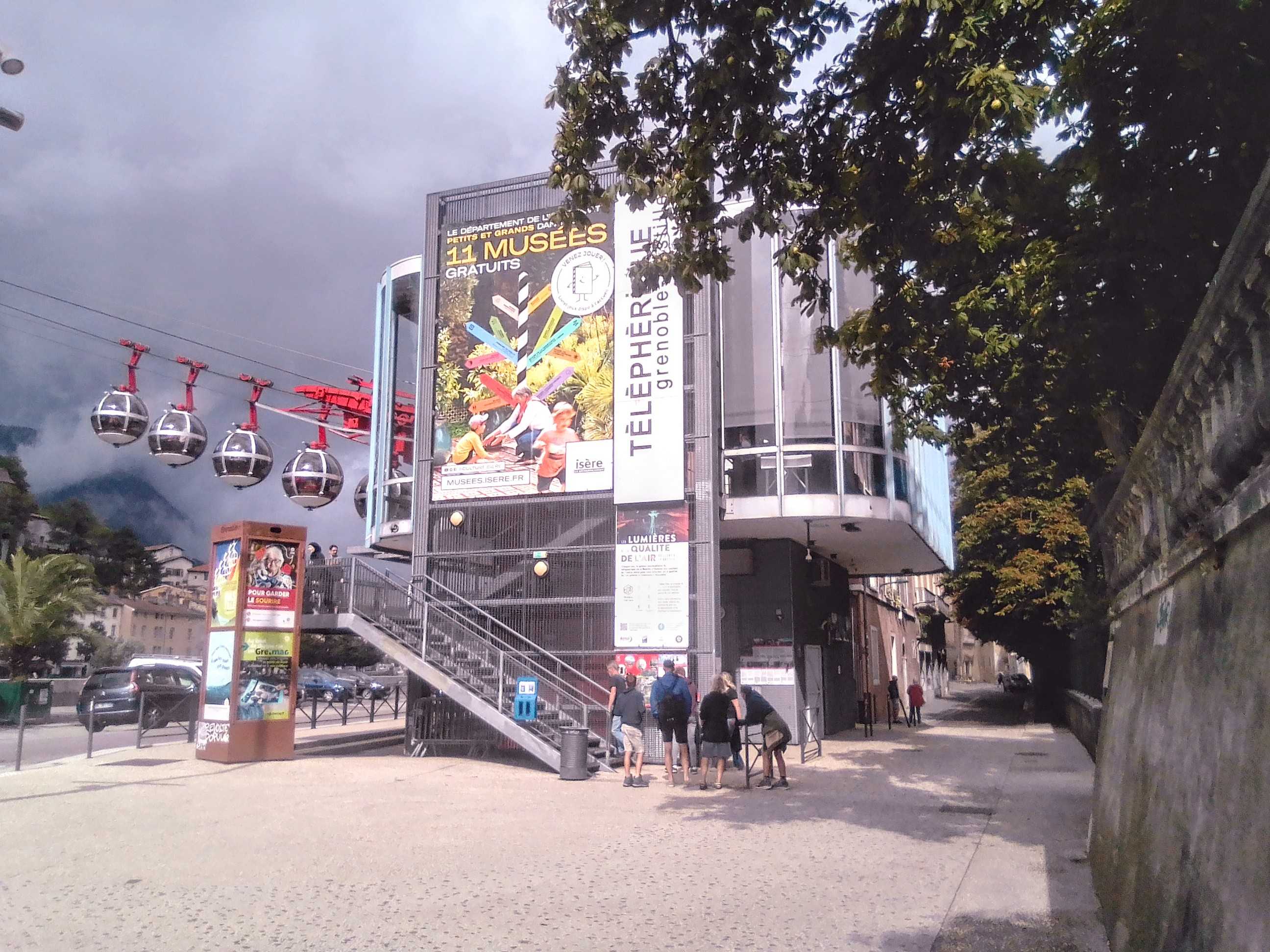
Rue Hector-Berlioz (à droite) et la station basse du téléphérique.

En voiture, le parking Grenette, situé au bout de l'avenue Félix-Viallet, permet un accès direct en empruntant les sorties du Jardin de ville.
À pied, la station Hubert Dubedout - Maison du Tourisme, desservie par les lignes A, B  et D du tramway, est située à proximité. Les piétons doivent emprunter la rue Raoul-Blanchard, traverser la place Grenette, puis rejoindre le Jardin de Ville.
La ligne d'autobus 40 passe près de la gare inférieure.